# فرودگاه یلونایف
فرودگاه یلونایف (به انگلیسی: Yellowknife Airport) یک فرودگاه همگانی باربری با کد یاتا YZF است که یک باند فرود آسفالت دارد. این فرودگاه در شهر یلونایف کشور کانادا قرار دارد.

## شرکت‌های هواپیمایی و مقصدهای پروازی

### مسافری
| شرکت‌های هواپیمایی  | مقصدهای پروازی |
| ------------------ | --- |
| Air Canada Express | کالگری، ادمونتون فصلی: ونکوور (آغاز از ۱۶ دسامبر ۲۰۱۷) |
| Air North          | مک‌دونالد-کارتیر اتاوا، اریک نیلسون وایتهورس |
| Air Tindi          | فورت سیمپسون، لوسلکه، دریاچه‌های گمتی/رآی، وکوه اتی، واتی |
| Canadian North     | کمبریج بی، ادمونتون، جوا هون، خلیج هوپ، اینوویک مایک زوبکو، ایکالیوت، کوگاروک، کوگلوکتوک، نورمن ولز، مک‌دونالد-کارتیر اتاوا، رانکین اینلت، تالویوک فصلی: دوریس لیک چارتر: ونکوور |
| First Air          | کمبریج بی، ادمونتون، فورت سیمپسون، جوا هون، هی ریور/مرلین کارتر، اینوویک مایک زوبکو، کوگاروک، کوگلوکتوک، نورمن ولز، رانکین اینلت، تالویوک، اولوخاکتوک هلمان چارتر: اکاتی        |
| نورث-رایت ایرویز   | دیلاین، نورمن ولز، تولیتا |
| Nolinor Aviation   | چارتر: پایگاه هوایی ماری ریور |
| نورث‌وسترن ایر      | فورت اسمیث |
| وست جت             | کالگری، ادمونتون |
| WestJet Encore     | فصلی: کالگری، ادمونتون |

### باری
| شرکت‌های هواپیمایی | مقصدهای پروازی                                                                     |
| ----------------- | ---------------------------------------------------------------------------------- |
| بافلو ایرویز      | کمبریج بی، دیلاین، فورت گود هوپ، هی ریور/مرلین کارتر، کوگلوکتوک، نورمن ولز، تولیتا |